# 強納森·維拉
強納森·拉斐爾·維拉·羅克（西班牙語：Jonathan Rafael Villar Roque，1991年5月2日—），為美國職棒大聯盟的二壘手，目前為自由球員。他先前曾效力過太空人、釀酒人、金鶯、馬林魚、藍鳥、大都會、小熊與天使等隊，並於2017年後從游擊手轉任二壘手。

## 職業生涯
維拉以國際自由球員身分與費城人隊簽約。2011年球季開始前，費城人將維拉、J·A·哈普和Anthony Gose交易至太空人隊，換來強投洛伊·奧斯華。

### 休士頓太空人
2013年7月21日，太空人將維拉升上大聯盟。隔日他完成大聯盟初登板。7月30日，才升上大聯盟8天的維拉就在比賽中盜本壘成功。該年他的打擊率為2成43，而他也順利在2014年進入球隊開季先發名單內。不過他在2014年與2015年的表現並不好，但他仍然在2015年季後賽被球隊選進25人名單內。當時他在外卡戰擔任代跑，並且成功回來得分。

### 密爾瓦基釀酒人
2015年11月19日，太空人用維拉向釀酒人交易Cy Sneed。由於在春訓的好表現，因此維拉在2016年開幕戰擔任球隊先發游擊手。該年上半季，他繳出打擊率2成98，並敲出6轟與19次盜壘成功的成績。而球隊在這一年將新秀游擊手奧蘭多·阿西亞升上大聯盟，所以維拉轉任三壘。這一年他總共有62次盜壘成功，打敗快腿比利·漢米爾頓拿下盜壘王。而他在2016年的打擊率為2成85，並敲出19轟與62分打點。
2017年，釀酒人從紅襪交易來三壘手崔維斯·蕭爾。球隊也隨後宣布維拉將轉防二壘。這一年維拉表現並不好，所以後來球隊交易來Neil Walker取代他的先發位置。後來因為中外野手Keon Broxton表現也陷入低潮，因此維拉也以外野手的身分上場。但是不久他又被新秀Brett Phillips取代中外野位置。

### 巴爾的摩金鶯
2018年7月31日，釀酒人用維拉、Luis Ortiz和Jean Carmona向金鶯隊交易強納森·史寇普。該年他在金鶯隊出賽54場比賽，打擊率2成58，8轟與21次盜壘成功。
2019年8月5日，維拉達成完全打擊，他成為隊史改名金鶯後第5位達成此成就的球員。9月11日，他在7局上擊出3分砲。而這發全壘打也剛好是2019年球季的第6106支全壘打，打破了2017年締造的6105支全壘打的紀錄。該年他擊出24轟，並有40次盜壘成功。他和史達林·卡斯楚、維特·梅利菲爾德、馬可斯·塞米恩和荷黑·索列爾是唯五位達成賽季全勤出賽的球員。

### 邁阿密馬林魚
2019年12月2日，金鶯隊用維拉跟馬林魚交易Easton Lucas。

### 多倫多藍鳥
2020年8月31日，馬林魚將維拉交易至藍鳥，換來一名日後指定球員。整季他的打擊率為1成88，另打回22分打點。

### 紐約大都會
2021年2月11日，維拉與大都會簽下1年355萬美元的合約。整季他的打擊率為2成49，球季結束後，維拉成為自由球員。

### 芝加哥小熊
2022年3月19日，維拉與小熊簽下1年600萬美元的合約。他在6月24日被球隊指定讓渡，29日遭到釋出。

### 洛杉磯天使
2022年7月2日，維拉與天使簽下1年合約。他在天使出賽13場比賽，打擊率為1成63，並敲出1轟與3分打點。最後天使在7月24日將他指定讓渡，他在29日成為自由球員。

## 外部連結
- 球員資訊和成績在MLB ，ESPN ，Retrosheet ，Baseball Reference ，Baseball Reference (Minors) ，Fangraphs ，The Baseball Cube （英文）
- 強納森·維拉的X（前Twitter）
- 強納森·維拉的Instagram帳戶